# Lewis Mumford
Lewis Mumford (Flushing, 19 oktober 1895 – Amenia, 26 januari 1990) was een Amerikaans historicus, wetenschappelijk filosoof, literair criticus en schrijver. Hij is vooral bekend van zijn studie van steden en stedelijke architectuur en door zijn pionierswerk binnen de techniekfilosofie. Zijn werk werd deels beïnvloed door dat van de Schotse theoreticus Sir Patrick Geddes.
Mumford was een kennis van Frank Lloyd Wright, Frederic Osborn, Edmund N. Bacon, en Vannevar Bush.

## Biografie

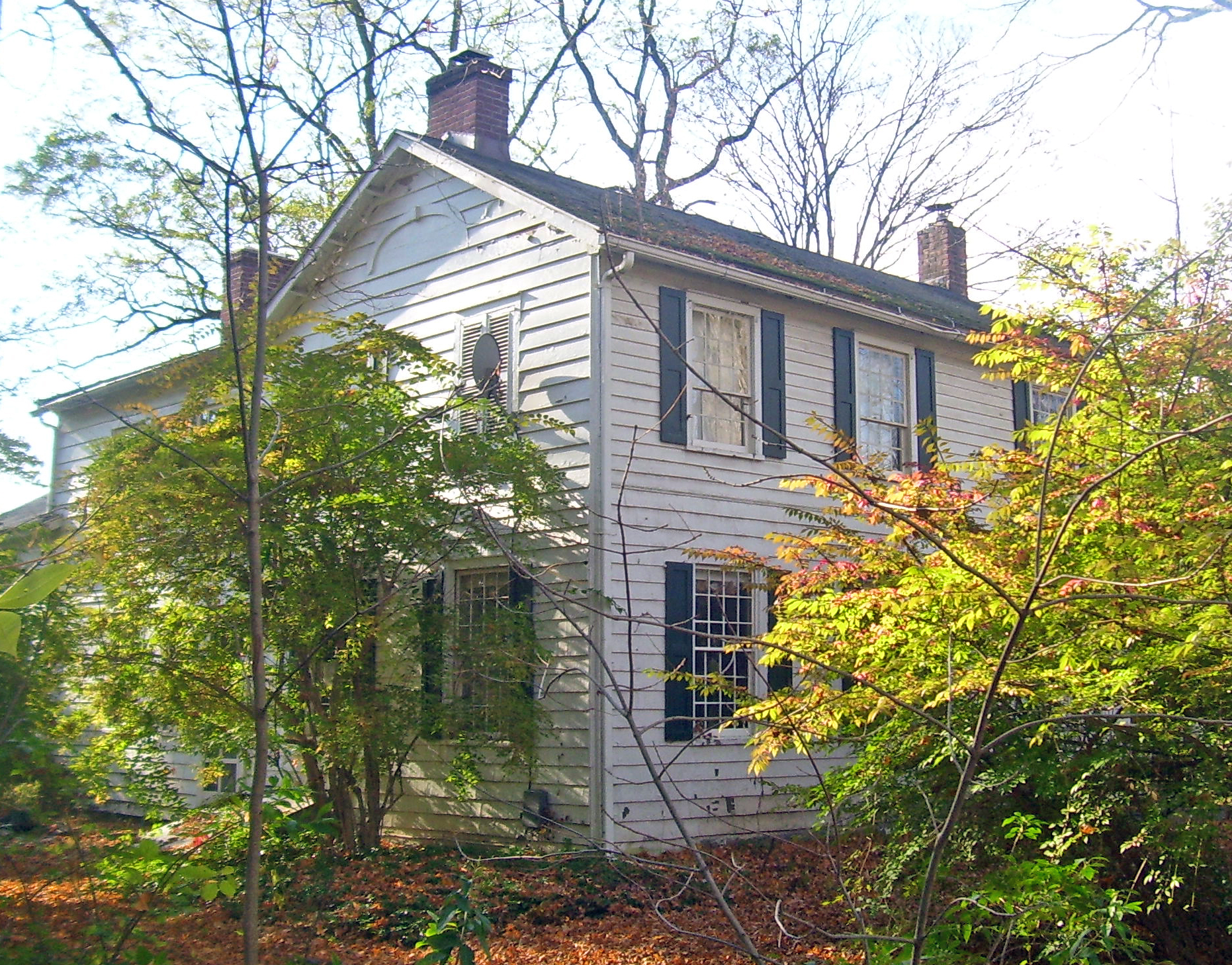
Mumfords huis in Amenia

Mumford werd geboren in Flushing, Queens, New York. Hij studeerde in 1912 af aan de Stuyvesant High School. Daarna ging hij studeren aan het City College of New York en The New School for Social Research, maar moest zijn studies hier vroegtijdig afbreken vanwege tuberculose.
In 1918 ging Mumford bij de marine en diende in de Eerste Wereldoorlog. Hij had binnen de marine de taak van radio-elektricien. In 1919 verliet Mumford de marine en werd redacteur bij The Dial, een invloedrijk modernistisch tijdschrift. Later ging hij werken voor The New Yorker, waar hij schreef over architectuur en andere aan de stad gerelateerde zaken.
Mumfords eerste boeken waren van grote invloed op de Amerikaanse literaire kritiek. Mumford begon zichzelf te ontwikkelen tot een autoriteit op het gebied van Amerikaanse architectuur en het stadsleven, welke door hem in sociale context werd geïnterpreteerd. In zijn eerste boeken over het stadsleven was Mumford nog optimistisch over de vaardigheden van de mens. Volgens hem zou de mens in de toekomst elektriciteit en massacommunicatie gaan gebruiken om een betere wereld te maken. Later kreeg hij een meer pessimistische kijk op dit alles. Mumfords boeken brachten ook de werken van Henry Hobson Richardson, Louis Sullivan en Frank Lloyd Wright onder de aandacht bij een groot publiek.
In 1963 kreeg Mumford de Frank Jewett Mather Award van het College Art Association. Mumford ontving in 1964 de Presidential Medal of Freedom. In 1975 werd Mumford benoemd tot eervolle Knight Commander of the Order of the British Empire. In 1976 kreeg hij de Prix mondial Cino Del Duca. In 1986 kreeg hij de National Medal of Arts.
Mumford was gedurende meer dan 30 jaar architectuurcriticus voor The New Yorker. Voor zijn boek The City in History uit 1961 won hij de National Book Award.
Lewis Mumford stierf op 94-jarige leeftijd in zijn huis in Amenia, New York. Negen jaar na zijn dood werd zijn huis opgenomen in het National Register of Historic Places.

## Ideeën
Mumford geloofde dat het belangrijkste wat de mens onderscheidde van de dieren niet het gebruik van gereedschappen was, maar het gebruik van taal en symbolen. Hij was ervan overtuigd dat het delen van informatie en ideeën binnen primitieve gemeenschappen voor de mens iets natuurlijks was, en zo de basis vormde voor de hedendaagse samenleving naarmate de taal steeds geavanceerder en complexer werd. Mumford hoopte dat deze ontwikkeling zich door zou zetten in de toekomst.
Mumfords gebruik van het woord “techniek” in zijn werken was duidelijk anders dan de gangbare definitie. Volgens Mumford was technologie slechts een deel van techniek. Mumford gebruikte liever het Griekse woord tekhne, wat behalve technologie ook kunst en vaardigheden kan betekenen. Mumford bekritiseerde in zijn werk hoe bij technologie de nadruk altijd maar werd gelegd op het vergroten van de productie, uitbreiding en vervanging. Volgens hem zou men zich meer moeten richten op technische perfectie, duurzaamheid en sociale efficiëntie. Hij gebruikte geregeld zijn eigen koelkast als demonstratie. Deze werkte al 19 jaar lang met tussendoor slechts 1 reparatiebeurt.
Mumford hield zich ook bezig met een organisch model van technologie, of “biotechniek” zoals hij het noemde.
In zijn prijswinnende boek The City in History bekritiseerde Mumford de alsmaar toenemende verstedelijking. Volgens hem was de structuur van moderne steden grotendeels verantwoordelijk voor veel van de sociale problemen in de Westerse wereld. Hijzelf zag een stad met als basis de middeleeuwse steden als de “ideale stad”.

## Schrijfstijl
Mumfords werk bevat veel origineel onderzoek en zijn eigen benadering van geschiedenis en technologie, maar omvat ook veel elementen van retorica en psychoanalyse, waaronder interpretaties van filosofische figuren. Een typisch essay van Mumford was multidisciplinair; het combineerde referenties en afbeeldingen uit een groot aantal studies.

## Invloeden
Mumfords werken zijn van groot belang geweest voor latere schrijvers en filosofen. Onder hen bevinden zich Jacques Ellul, Witold Rybczynski, Richard Gregg, Amory Lovins, James Baldwin, E. F. Schumacher, Herbert Marcuse, Murray Bookchin, Thomas Merton, Marshall McLuhan, James Howard Kunstler, en Colin Ward.
Mumford had ook invloed op de Amerikaanse milieubeweging. Zo zette hij mensen aan het denken over ecologie en technologie.

### Artikelen
- Mumford, Lewis (8 January 1949). The Sky Line: The Quick and the Dead. The New Yorker 24 (46): 60–65.
- Mumford, Lewis (4 February 1950). The Sky Line: Civic Virtue. The New Yorker 25 (50): 58–63.